# Sesma (Einheit)
Sesma war eine spanische Bezeichnung für das Längenmaß Sechstel-Vara, also ein Sechstel von der Elle.
- 1 Sesma = 13,932 Zentimeter